# Phare de Torsvåg
Le phare de Torsvåg (en norvégien : Torsvåg fyr) est un  phare côtier situé à Torsvåg un village  - sur une petite île au large de l'île de Nord-Fugløya, de la commune de Karlsøy, dans le comté de Troms (Norvège).

## Histoire
La maison-phare est située sur une petite île reliée à l'île principale de Vannøya] par une petite chaussée immergée. Le phare a été mis en service en 1916. Il a été automatisé en 1986, mais il a été maintenu avec des gardiens de phare jusqu'en 2006. Une station de météorologie subsiste sur le site et le phare est équipé d'un DGPS de navigation maritime.

## Description
Le phare  est une tourelle en fronton d'une maison de gardien de 9,6 mètres de haut, avec une galerie et une lanterne. Le bâtiment est peint en blanc avec un toit rouge et lanterne est rouge. Son feu à occultations  émet, à une hauteur focale de 32,5 mètres, un éclat (blanc, rouge et vert) selon différents secteurs toutes les 6 secondes. Sa portée nominale est de 15.8 milles nautiques (environ 30 km) pour le feu blanc, 13 pour le feu rouge et 12.5 pour le feu vert.
Identifiant : ARLHS : NOR-251 ; NF-8880 - Amirauté : L3682 - NGA : 13504 .
|         |
| Torsvåg |

### Lien connexe
- Liste des phares de Norvège